# Myrmotherula pacifica
El hormiguerito del Pacífico (Myrmotherula pacifica), (en Colombia), es una especie de ave paseriforme perteneciente al numeroso género Myrmotherula de la familia Thamnophilidae. Es nativo del sureste de América Central y noroeste de América del Sur. 

## Distribución y hábitat
Se distribuye por Panamá (hacia el este desde el este de Bocas del Toro por la pendiente caribeña, y desde la provincia de Panamá por la pendiente del Pacífico), oeste y norte de Colombia (pendiente del Pacífico, base norte de los Andes hacia el este hasta Santander, y valle del Magdalena hacia el sur hasta Cundinamarca) y oeste de Ecuador (hacia el sur hasta el este de Guayas, Chimborazo y noroeste de Azuay).
Es bastante común en selvas húmedas arbustivas, bordes de bosques, clareras y jardines adyacentes, principalmente debajo de los 800 m de altitud.

## Descripción
Es pequeño, mide 9,5 cm de longitud y pesa entre 8,5 y 10 g. Es muy parecido al hormiguerito de Surinam (Myrmotherula surinamensis) y al hormiguerito amazónico (M. multostriata), pero el pico es ligeramente más largo. El macho es negro por arriba, marcadamente estriado de blanco, con una mancha dorsal blanca semi-oculta, las alas son negras con dos listas blancas; por abajo es blanco con estrías negras. La hembra es decididamente más atractiva, tiene la cabeza y el cuello de color rufo naranja brillante, con estrías negruzcas en la corona; las alas son negras también marcadas con dos listas blancas; por abajo es ocráceo uniforme.

## Comportamiento
Tiene hábitos similares a los hormigueritos de Surinam y amazónico, forrajea en pareja o en pequeños grupos, pero, a diferencia de éstos, lo hace en niveles más altos del suelo y  no está nada relacionado con ambientes cercanos a agua o con vegetación sumergida. Generalmente no se junta a bandadas mixtas de alimentación, excepto con otras especies de tamnofílidos,

### Alimentación
Su dieta no es muy conocida, consiste de pequeños insectos y de arañas.

### Vocalización
El canto es un gorjeo rápido de timbre ligeramente ascendiente, por ejemplo “chii-chii-chi-chich-ch-ch=ch-ch-ch-ch”. Ambos sexos dan un llamado “chii-pu” y “chii-cher”.

## Sistemática

### Descripción original
La especie M. pacifica fue descrita por primera vez por el ornitólogo austríaco Carl Eduard Hellmayr en 1911 bajo el nombre científico Myrmotherula surinamensis pacifica; localidad tipo «Buenaventura, Valle del Cauca, Colombia».

### Etimología
El nombre genérico femenino «Myrmotherula» es un diminutivo del género Myrmothera, del griego «murmos»: hormiga y «thēras»: cazador; significando «pequeño cazador de hormigas»; y el nombre de la especie «pacifica», del latín «pacificus», se refiere al Océano Pacífico.

### Taxonomía
Hasta recientemente, la presente especie era considerada conespecífica con Myrmotherula surinamensis y M. multostriata, pero las características de plumaje y de vocalización indican que se trata de especies separadas; adicionalmente, sus zonas de distribución no se sobreponen. Parece ser un pariente más cercano a M. cherriei. Los análisis genéticos y morfológicos indican que las cuatro especies forman parte de un clado monofilético que también incluye a M. brachyura, M. longicauda, M. ambigua, M. sclateri, M. ignota y M. klagesi (el llamado “complejo de hormigueritos estríados”). Es monotípica.